# 荆州 (辽朝)
荆州，辽朝时设置头下军州。属于东京道。
辽太宗天显元年（926年）或者天显四年（929年）设立荆州，治所不详，地望在辽宁省中南部。荆州是《武经总要》中契丹以熟女真设置的十七州之一，与其他十六州（包括荷州、铜州、铁州、卢州、兴州、郢州、崇州、海州、耀州、麓州、定理府）一样，设置于天显，不辖县。